# Ремнёва, Надежда Степановна
Надежда Степановна Ремнёва (род. 3 октября 1945 года в городе Новоалтайск, Алтайский край, РСФСР, СССР) — советский и российский общественный и политический деятель, инструктор отдела организационно-партийной работы Алтайского краевого комитета КПСС, первый секретарь районного комитета КПСС, депутат Государственной Думы ФС РФ первого созыва (1993—1995), председатель Совета женщин Алтайского края, доцент Алтайского государственного университета, академик Российской академии проблем безопасности, обороны и правопорядка, кандидат социологических наук.

## Биография
В 1966 году получила высшее образование в Барнаульском педагогическом институте. Работала в Табунском районе Алтайского края учителем, заведующей учебной частью, директором средней школы, пять лет работала заведующей отделом районного отдела народного образования. В 1971 году вступила в КПСС. В 1974 по 1982 год была членом бюро районного комитета КПСС.
В 1981 году прошла обучение в Высшей партийной школе КПСС в Новосибирске. С 1982 по 1985 год работала в Алтайском краевом комитете КПСС инструктором отдела организационно-партийной работы. С 1985 по 1987 год работала в городе Барнаул первым секретарём комитета КПСС Центрального района. С 1987 года — председатель Алтайского краевого Совета женщин. В 1988 году избрана на должность заместителя председателя исполкома Алтайского края. В 1990 году избрана членом Центрального комитета КПСС РСФСР, с 1990 года является председателем Алтайского регионального отделения Союза женщин России. В 1991 году работала в администрации города Барнаула заместителем главы по социальным вопросам. В 1993 году работала в Алтайском отделении Сбербанка помощником председателя, заместителем председателя.
В 1993 году избрана депутатом Государственной думы Федерального Собрания Российской Федерации первого созыва, входила во фракцию «Женщины России». В 1994 году получила экономическое образование во Всероссийском финансово-экономическом институте. В 1998 году защитила диссертацию на соискание учёной степени кандидата социологических наук. В 2015 году возглавляла Совет женщин Алтайского края, Алтайское региональное отделение Союза женщин России, работала в Алтайском государственном университете доцентом кафедры социальной работы.

## Награды и звания
- Медаль «60 лет Победы в Великой Отечественной войне 1941—1945 годов»[3]
- Медаль «Ветеран труда»[3]
- Медаль «За трудовую доблесть»[3]
- Орден Петра Великого II степени[3]
- Отличник народного образования[3]